# بريتام كوتال
بريتام كوتال (9 أغسطس 1993 الهند - ) هو لاعب كرة قدم هندي، يلعب كمدافع، شارك في دورة الألعاب الآسيوية 2014.

## روابط خارجية
- بريتام كوتال على موقع إي إس بي إن إف سي (الإنجليزية)
- بريتام كوتال على موقع قاعدة بيانات كرة القدم.إي يو (الإنجليزية)
- بريتام كوتال على موقع ناشيونال فوتبول تيمز (الإنجليزية)
- بريتام كوتال على موقع Soccerway.com (الإنجليزية)
- بريتام كوتال على موقع عالم كرة القدم.نت (الإنجليزية)